# Sejm koronacyjny 1697

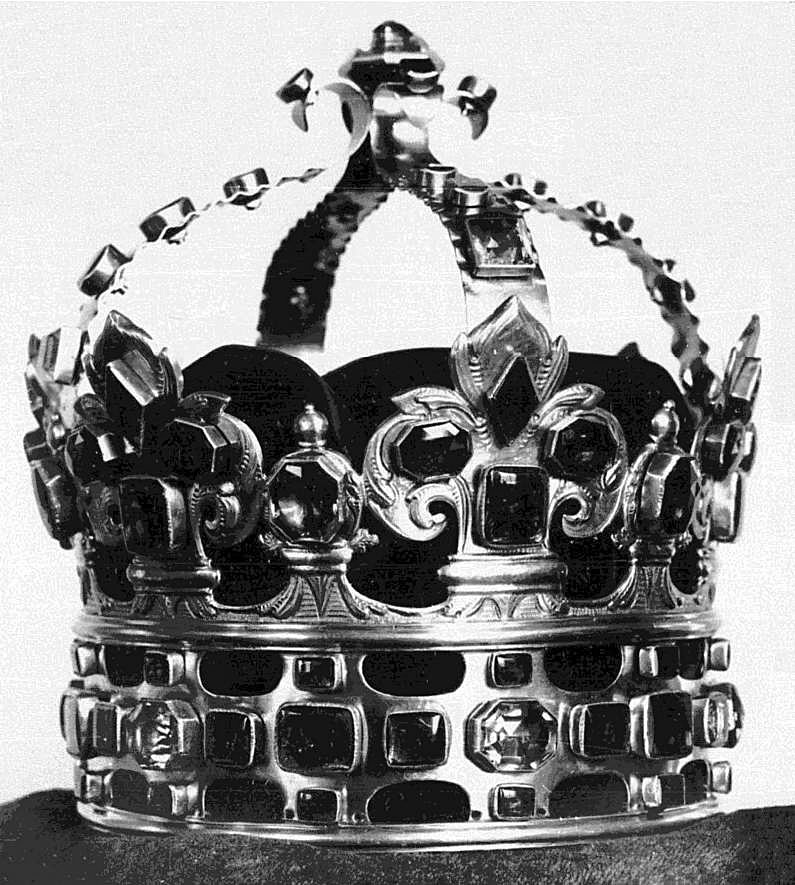
Korona Augusta II Mocnego z 1697 roku przechowywana w Rüstkammer w Dreźnie, fotografia z lat 30.

Sejm koronacyjny 1697 – I Rzeczypospolitej został zwołany do Krakowa.
Marszałkiem sejmu obrano Krzysztofa Stanisława Zawiszę starostę mińskiego. 
Obrady sejmu trwały od 17 września do 1 października 1697 roku.